# Dorit Kreysler
Dorit Kreysler (15 de diciembre de 1909 - 16 de diciembre de 1999) fue una actriz y cantante austriaca.

## Biografía
Su verdadero nombre era Dorothea Josephina Friedericke Nicolette Kreisler, y nació en Mödling, Austria, siendo su padre un coronel de caballería. Según algunas fuentes, ella habría nacido en un hospital de campaña mientras su madre acompañaba a su esposo a unas maniobras en Budapest. Siendo todavía una niña, Kreysler mostraba ambiciones  teatrales, y el crítico teatral vienés Dr. Liebstöckl le habría aconsejado subir al escenario. Tras acceder su padre, ella acudió a clases de baile y drama, actuando por vez primera en Bohemia en una representación de Jedermann. De allí se desplazó a San Galo, en Suiza, donde interpretó papeles alegres.
Tras unas primeras experiencias cinematográficas en 1934 y 1935, una de las cuales fue Freut euch des Lebens, película en la que sustituyó a Renate Müller, actriz que padecería una grave enfermedad, Kreysler decidió centrarse en la escena. Sin embargo, después de ser actriz invitada en el Metropol-Theater de Berlín en 1939, volvió a dedicarse por completo al cine.
Entre sus películas de mayor fama figuran Wiener Blut (de Willi Forst, 1940), Karneval der Liebe (1943, con Johannes Heesters), y Die Fledermaus (1946), en esta última encarnando a Adele. En Karneval der Liebe cantaba con Heesters el famoso duo Junger Mann (Haben sie schon mal im Dunkeln geküßt?),  escrito por Michael Jary. 
Kreysler se casó en el año 1945 con el bielorruso Timothé Stuloff. El primer día tras el final de la Segunda Guerra Mundial nació su hija Anja. El matrimonio acabó en divorcio en 1953. En los años 1950 la actriz interpretó principalmente papeles de reparto, concentrándose a partir de 1957 en el trabajo teatral. Actuó varias veces en Graz, Austria, ciudad en la cual vivió sus últimos años en una residencia, falleciendo allí en 1999, poco después de cumplir los noventa años de edad.

## Filmografía
- 1934 : Freut Euch des Lebens
- 1934 : Herr Kobin geht auf Abenteuer
- 1934 : Jungfrau gegen Mönch
- 1935 : Frischer Wind aus Kanada
- 1935 : Eine Nacht an der Donau
- 1938 : Aber mein lieber Herr Neumann
- 1939 : Dienst am Kunden
- 1939 : Tee zu zweien
- 1939 : Die kluge Schwiegermutter
- 1939 : Die Frau ohne Vergangenheit
- 1939 : Mann im Schrank
- 1939 : Rosemarie will nicht mehr lügen
- 1940 : Rosen in Tirol
- 1940 : Meine Tochter lebt in Wien
- 1940 : Kriminalkommissar Eyck
- 1940 : Herz ohne Heimat
- 1940 : Eifersucht ist eine Leidenschaft
- 1940 : Liebesschule
- 1942 : Wiener Blut
- 1943 : Karneval der Liebe
- 1943 : Geliebter Schatz
- 1943 : Die Wirtin zum Weißen Rössl
- 1944 : Der Meisterdetektiv
- 1946 : Die Fledermaus
- 1948 : Leckerbissen
- 1949 : Ruf an das Gewissen (gedreht 1944)
- 1949 : Zwölf Herzen für Charly
- 1949 : Nichts als Zufälle
- 1949 : Artistenblut
- 1949 : Ich mach dich glücklich
- 1950 : Hochzeit mit Erika
- 1950 : Servus Peter
- 1951 : Czardas der Herzen
- 1951 : Sensation in San Remo
- 1952 : Der keusche Lebemann
- 1952 : Ich hab’ mein Herz in Heidelberg verloren
- 1953 : Tante Jutta aus Kalkutta
- 1954 : Dieses Lied bleibt bei dir
- 1954 : Kabarett
- 1955 : Die Wirtin an der Lahn
- 1955 : Mensch ärger' dich nicht!
- 1956 : In Hamburg sind die Nächte lang
- 1956 : Opernball
- 1956 : Liebe, Sommer und Musik
- 1957 : Zwei Herzen voller Seligkeit
- 1957 : Das einfache Mädchen

## Discografía (selección)
- 1934 : Beim Walzer mach ich die Augen zu
- 1943 : Junger Mann, wenn sie auch nett und charmant sind
- 1943 : Eins, zwei, drei Liebe ist nur Zauberei (Hokuspukus)